# 科潘基 (克拉斯諾赫拉德區)
49°9′14″N 35°30′18″E / 49.15389°N 35.50500°E
科潘基（烏克蘭語：Копанки）是位於烏克蘭東部的村莊，由哈爾科夫州别列斯京区的納塔利內市鎮負責管轄。該村始建於1900年，面積1.64平方公里，海拔高度133米，2001年人口172，人口密度每平方公里104.9人。